# ベルリン飛行指令
『ベルリン飛行指令』（ベルリンひこうしれい）は、佐々木譲による日本の小説作品。第二次大戦三部作のひとつである。
新潮社のレーベルである"新潮ミステリー倶楽部"の収録作として、書下ろしで刊行された。
「太平洋戦争開戦前夜、極秘裏に大日本帝国海軍からナチス・ドイツに零式艦上戦闘機が飛行していた」という謎を追うライターが書いたドキュメンタリーの体裁をとった航空史IF小説である。

## 概要
太平洋戦争開戦前夜、ドイツ空軍はバトル・オブ・ブリテンにて自軍の戦闘機の航続距離の短さに苦汁を舐めることとなった。ヒトラー総統は日独伊三国軍事同盟を結んだ日本に対し航続距離の長い零式艦上戦闘機のライセンス生産をドイツで行うことを持ちかけ、性能評価のために数機を購入することを希望。ドイツとの関係を重視した海軍上層部はそれに応えるため零式艦上戦闘機をドイツまで輸送することとなった。
海軍士官である大貫と文官の山脇はその計画を担当することになる。しかし、イギリスの海上封鎖が予想されるため船舶での輸送は不可能であり、ソ連への侵攻をもくろむドイツ上層部の意図によりソ連領土内の飛行も不可能であった。したがってインド上空を経由して飛行していくしかないのだが、海軍のベテランパイロットは「不可能」と断言する。
しかし、上海で不祥事を起し左遷されていた海軍パイロット安藤と部下の乾は大貫の説得によりその計画のパイロットとなることを受けるのであった。陸軍の工作員やインド、イラクの反英勢力の協力により中継飛行場も確保され、安藤たちは未曾有の長距離飛行に旅立つことになる。

## 登場人物
安藤啓一
この作品の主人公。大日本帝国海軍大尉（海兵60期）であり戦闘機パイロットである。優秀なパイロットであるが軍の理不尽な作戦に反抗し民間人への射撃を機銃の故障と偽って拒否したりアメリカ義勇兵との一対一の空戦による果し合いを行うなど型破りな男でもある。上海で陸海軍のいさかいに巻き込まれ生贄のような形で本土に左遷されたところを大貫たちの計画にスカウトされドイツへの飛行を行うことになる。
父は海軍士官であるがアメリカ駐在中にアメリカ人女性と結婚。安藤たち兄妹を授かった。したがって彼らはハーフである。
乾恭平
安藤の部下。階級は一空曹。安藤と同じく上海での事件により日本に戻ったところを計画にスカウトされる。優秀なパイロットであると同時にメカニックでもあり、彼と安藤のペアは一路ベルリンに向かうのだが…
大貫誠志郎
大日本帝国海軍少佐。海軍省副官としてこの計画を推進する。上官に反抗的で自暴自棄な安藤と乾に本当のパイロットとしての素質を見出し計画の成功を彼らにゆだねることを決断する。
山脇順三
海軍省書記官（法務官）。ドイツに駐在しているときドイツ軍幹部と日本大使の間での零式艦上戦闘機譲渡契約に同席、そのまま日本に帰国後計画の実務を担当することになる。パイロットの啓一の妹、真理子と出会い交際することになる。
なお小説三部作に通して登場し、彼の目線で太平洋戦争の開戦から終戦までが描かれる。
安藤真理子
啓一の妹であり、看護師をしていたが、山脇と出会い惹かれていく。海軍士官の父とアメリカ人の母をもつハーフである。

## 書誌情報
- 単行本：新潮社より1988年10月上梓
- 文庫本：新潮文庫より1993年1月文庫化

## 漫画版
- 望月三起也 絵＼佐々木譲 原作『ベルリン飛行指令』（ホーム社、1993年） ISBN 4-8342-3055-4